# Jatun Ayllu Quewiñal Suyu Chuwi
Quewiñal (auch: Khewiñal) ist eine Streusiedlung im Departamento Cochabamba im südamerikanischen Andenstaat Bolivien. Das Wort „Quewiñal“ bezeichnet einen Ort, an dem die Baumart Queñua wächst.

## Lage im Nahraum
Quewiñal liegt in der Provinz Narciso Campero und ist der zweitgrößte Ort des Cantón Aiquile im Municipio Aiquile. Er liegt auf einer Höhe von 3019 m im Quellbereich der Quebrada Khewinayoj, die hier in südwestlicher Richtung zum Río Ventana Mayu fließt, einem linken Nebenfluss des Río Caine, der flussabwärts in den Río Grande fließt.

## Geographie
Quewiñal liegt zwischen den Gebirgsketten der bolivianischen Cordillera Oriental und der Cordillera Central, das Klima ist semiarid und ein typisches Tageszeitenklima, bei dem die mittlere Temperaturschwankung im Tagesverlauf ausgeprägter ist als die jahreszeitliche Temperaturschwankung.
Die Durchschnittstemperatur der Region liegt bei gut 17 °C (siehe Klimadiagramm Poroma) und schwankt im Jahresverlauf zwischen knapp 14 °C im Juli und 19 °C von November bis Januar. Der Jahresniederschlag beträgt gut 600 mm, wobei die monatlichen Niederschläge in der halbjährigen Trockenzeit von April bis Oktober bei unter 30 mm liegen, während im Südsommer von Dezember bis Februar Monatswerte zwischen 120 und 150 mm erreicht werden.

## Verkehrsnetz
Quewiñal liegt 259 Straßenkilometer südöstlich von Cochabamba, der Hauptstadt des Departamentos.
Östlich von Quewiñal verläuft die 898 Kilometer lange Nationalstraße Ruta 5, die den bolivianischen Altiplano von Nordosten nach Südwesten durchquert. Nach Norden hin führt die Ruta 5 über Aiquile und Saipina zur Ruta 7, die von Cochabamba aus ins Tiefland nach Santa Cruz führt. Südlich führt die Ruta 5 über Tipapampa und Quiroga den Río Novillero abwärts bis zur Mündung in den Río Grande und weiter über Sucre nach Westen zur chilenischen Grenze.
Zwei Kilometer südlich von Tipapampa zweigt eine Nebenstraße in westlicher Richtung ab, durchquert den Río Novillero und erreicht nach 21 Kilometern einer serpentinenreichen Straße das Zentrum der indigenen Gemeinde Quewiñal.

## Bevölkerung
Die Einwohnerzahl der Ortschaft ist in dem Jahrzehnt zwischen den beiden letzten Volkszählungen um etwa ein Zehntel angestiegen:
| Jahr | Einwohner         | Quelle       |
| ---- | ----------------- | ------------ |
| 1992 | keine Detaildaten | Volkszählung |
| 2001 | 476               | Volkszählung |
| 2012 | 516               | Volkszählung |
| 2024 |                   | Volkszählung |